# Человек, которого изрубили в куски
«Челове́к, кото́рого изруби́ли в куски́» (англ. The Man That Was Used Up) — сатирический рассказ Эдгара Аллана По, впервые опубликован в 1839 году в «Burton’s Gentleman’s Magazine».
Рассказчик повествует о своей встрече с легендарным героем генералом А. Б. С. Смитом. У генерала есть какая-то тайна, в которую, как оказывается, посвящены все знакомые рассказчика, но узнать которую непросто, так как собеседники странным образом избегают этой темы, постоянно переводя разговор на достижения научного прогресса. Наконец, рассказчик застаёт самого генерала утром и видит, как тот с помощью слуги собирает себя по кусочкам.
Вероятно, рассказ По представляет собой сатиру на генерала Уинфилда Скотта, ветерана англо-американской, американо-мексиканской и гражданской войн. Кроме этого, в новелле ставится вопрос противостояния человека и машин.

## Сюжет
Рассказчик встречает знаменитого бригадного генерала Джона А. Б. С. Смита, «одного из самых замечательных людей эпохи». Смит производит неизгладимое впечатление своими физическими совершенствами: густые чёрные волосы и усы, идеальные белоснежные зубы, большие сияющие глаза, мощный торс, которому позавидовал бы сам Аполлон, и так далее. Голос его необычайно сильный, чистый и мелодичный. За ним прочная слава большого храбреца.
Заинтригованный рассказчик хочет узнать побольше о генерале, а особенно о его военных подвигах, самый знаменитый из которых — кампания против индейских племен бугабу и кикапу. О его подвигах все наслышаны, но по неизвестной причине собеседники избегают обсуждать генерала, предпочитая, вслед за ним, восхищаться новейшими успехами науки и изобретательства. Кроме того, различные обстоятельства постоянно мешают автору расспросить о загадочном генерале поподробнее.
Наконец, отчаявшись узнать что-нибудь от своих знакомых, рассказчик наносит ранний утренний визит генералу. Слуга-негр проводит гостя прямо в спальню своего хозяина. Здесь рассказчик становится свидетелем шокирующей картины — посреди спальни лежит какой-то бесформенный пищащий узел. Оказывается, что это и есть генерал. Слуга одевает хозяина: подаёт ему руки, ноги, парик, плечи, грудь, глаза. Вставляет искусственное нёбо, и вместо писка слышен тот самый прекрасный мелодичный голос. Генерала изрубили в куски индейцы, на нём не осталось ни одного живого места, но научный прогресс и мастерство механиков-протезистов позволили стать ему «замечательнейшим человеком своей эпохи».

## Анализ

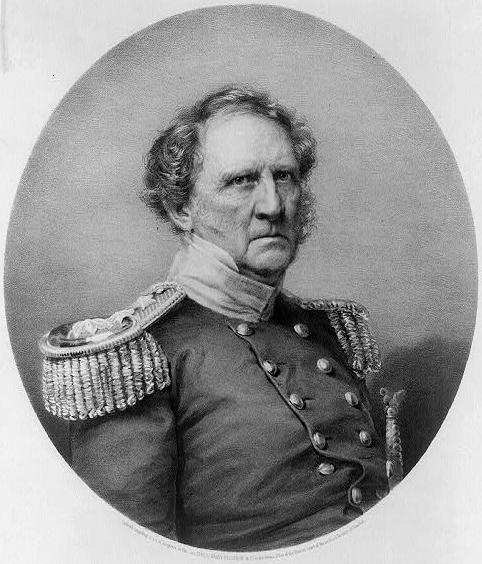
Генерал Уинфилд Скотт — вероятный прототип героя новеллы.

Критика связывает генерала А. Б. С. Смита с реальным прототипом — генералом Винфилдом Скоттом, чья военная карьера была одной из самых продолжительных в истории Соединённых Штатов. Участник трёх больших войн — англо-американской, американо-мексиканской и гражданской — Скотт также известен участием в кампании переселения индейцев — семинолов и крик, а также в «войне Чёрного Ястреба» (1832). Позже, в 1852 году Скотт участвовал в президентских выборах от партии вигов. Выборы он с треском проиграл, и партия прекратила своё существование.
Эдгар По имел личные основания для неприязни к генералу: Скотт был близким родственником второй жены отчима Эдгара — Джона Аллана. Ко времени написания рассказа (1839) Скотт уже рассматривался как вероятный кандидат вигов на президентский пост.
Согласно другой версии, прототипом генерала Смита мог быть Ричард Ментор Джонсон, вице-президент при Мартине Ван Бюрене.
По критикует мужскую склонность к милитаризму, о которой он узнал не понаслышке во время службы и обучении в военной академии в Вест Пойнте. В буквальном смысле разбирая генерала, как сборную модель милитариста, По демонстрирует, что в олицетворяемой генералом части человечества не осталось ничего человеческого (английское The Man That Was Used Up — Человек, который «закончился», «исчерпал себя»). Всё, чем располагает Смит — военная слава с техническим глянцем. Тема технического прогресса явно занимает По — прогресса не только на службе войне, но и в повседневности: машина скоро превзойдёт человека, займёт его место. Также в рассказе содержится критика расизма — генерал ненавидит и презирает индейцев, но сам не может обойтись без помощи старого негра Помпея (слуга-негр с таким же именем уже появлялся в рассказе «Трагическое положение» (Predicament, 1838)).
Рассказ Эдгара По также можно рассматривать как реакцию на популярный жанр злободневной, едкой пародии. По гиперболизирует средства этого жанра почти до полной бессмыслицы.
Эпиграф к новелле взят из трагикомедии Корнеля «Сид», в переводе на русский язык:
«Пролейтесь, токи слез, над злейшей из кончин!
Увы! Моей души одна из половин другою сражена».
Абсурдная история, рассказанная По, вызывает в памяти сатирическую поэму Джонатана Свифта «Прекрасная юная нимфа отходит ко сну» (A Beautiful Young Nymph Going to Bed, 1731). В ней также гротескно описаны искусственные части человеческого тела: в поэме молодая женщина, разоблачаясь вечером перед сном, разбирает себя на части, тогда как в новелле По пожилой мужчина собирает себя утром.

## Публикации
История впервые опубликована в журнале «Burton's Gentleman's Magazine» в августе 1839. В этом издании эпиграф отсутствовал. Затем рассказ был включён автором в сборник «Гротески и арабески» (1840). В 1843 году По задумал выпускать памфлеты со своими новеллами, но смог выпустить только один, в него вошли рассказы «Человек, которого изрубили в куски» и «Убийство на улице Морг». Памфлет продавался по 12½ центов.